# 下呂市立中切小学校
下呂市立中切小学校 （げろしりつ なかぎりしょうがっこう）は、かつて岐阜県下呂市に存在した公立小学校。

## 概要
- 下呂市馬瀬地区（旧・益田郡馬瀬村）北部の小学校であり、馬瀬中切、馬瀬堀之内、馬瀬数河、馬瀬黒石、馬瀬川上が校区であった。2017年、総島小学校と統合し、馬瀬小学校の新設により廃校。
- 校舎は馬瀬小学校に転用されている。

## 沿革
- 1873年（明治6年） - 中切村に中切学校が開校。民家を仮校舎とする。
- 1875年（明治8年） - 
  - 下山村、西村、惣島村、井谷村、名丸村、堀之内村、中切村、数河村、黒石村、川上村が合併し馬瀬村となる。
  - 　貴船神社[注釈 1]隣接地に新築移転。
- 1882年（明治15年） - 校舎を新築。
- 1883年（明治16年） - 黒石に黒石分教場を設置[注釈 2]。
- 1884年 （明治17年） - 馬瀬村が上馬瀬村と下馬瀬村に分割される。中切学校は上馬瀬村の学校となる。
- 1886年（明治19年） - 中切簡易科小学校に改称する。
- 1888年（明治21年） - 中切尋常小学校に改称する。
- 1889年（明治22年）7月1日 - 上馬瀬村、下馬瀬村が合併し、馬瀬村が発足。
- 1898年（明治31年）
  - 1月 - 黒石分教場を廃止。
  - 4月 - 名丸尋常小学校を統合する。
- 1904年（明治37年）5月 - 未認可の分教場であった川上分教場が正式に認可される。
- 1905年（明治38年） - 名丸地区が総島尋常小学校校区に移る。
- 1911年（明治44年） - 校舎を増築。
- 1912年（大正元年） - 中切尋常高等小学校に改称する。
- 1925年（大正14年）10月 - 現在地に新築（木造2階建）、移転。
- 1941年（昭和16年）4月1日 - 中切国民学校に改称する。
- 1947年（昭和22年）4月1日 - 馬瀬村立中切小学校に改称する。中切中学校を併設する。
- 1961年（昭和36年）9月 - 1925年建築の校舎を解体。新校舎（木造）が完成。
- 1980年（昭和55年）3月 - 川上分校を廃止。
- 1983年（昭和58年）3月31日 - 総島中学校と中切中学校が統合され、馬瀬中学校[注釈 3]が発足。併設が解消され中切小学校は単独校となる。
- 1992年（平成4年）3月 - 新校舎（木造2階建）、体育館が完成。旧・中切中学校校舎跡地を用い、校地を拡張。
- 2004年（平成16年）3月1日 - 下呂町、萩原町、小坂町、金山町、馬瀬村が合併し、下呂市が発足。同時に下呂市立中切小学校に改称する。
- 2009年 （平成21年）3月31日 - 統合により廃校。